# Sombrerostelsel

Het Sombrerostelsel bij 7,7, 11 en 12 micron (James Webb-ruimtetelescoop)

Het Sombrerostelsel, ook wel Sombreronevel, Messier 104, PGC 42407 of NGC 4594 is een spiraalvormig sterrenstelsel in het sterrenbeeld Maagd (Virgo). Het is ontdekt aan het eind van de 18e eeuw. Op 11 mei 1781 voegde Charles Messier het toe aan zijn persoonlijke kopij van zijn catalogus na de publicatie hiervan. Hij beschreef het als een "zeer zwakke nevel". Het object wordt vermeld als ontdekking op 6 mei 1783 in een brief van Pierre Méchain en was onafhankelijk hiervan ontdekt door William Herschel op 9 mei 1784.

## Algemene informatie

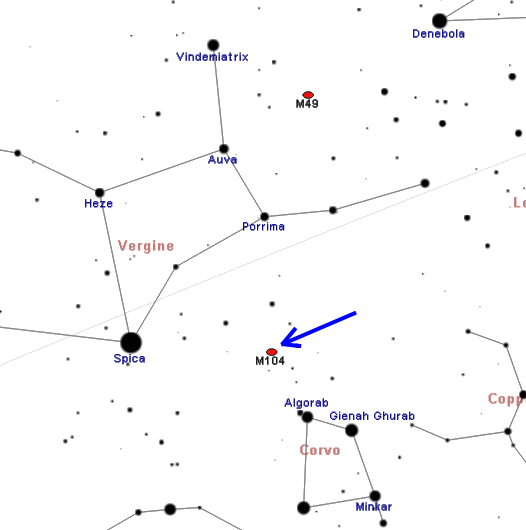
De locatie van M104

M104 bevindt zich in het sterrenbeeld Maagd (Virgo). Het is 31,1 miljoen lichtjaar ver, dichterbij dan de Virgocluster. Meestal wordt het niet beschouwd als een lid van deze cluster. Het is een spiraalstelsel van 8ste magnitude van het type Sa of Sb dat makkelijk zichtbaar is met een kleine telescoop. In onze hemel heeft het ongeveer een vijfde van de diameter van de volle maan. De ware diameter van de Sombreronevel wordt geschat tussen 50 000 en 140 000 lichtjaar. De massa bedraagt ongeveer 800 miljard zonsmassa's. Het heeft een brede, heldere kern, een ongewoon brede centrale bult en een opvallende stofring. Doordat we het vanaf Aarde van de zijkant zien, ziet het stelsel er enigszins uit als een Mexicaanse hoed, en het is dan ook genoemd naar het Spaanse woord voor “hoed”.
Het stelsel heeft ook een flinke populatie aan bolhopen, waarvan minstens meerdere honderden zichtbaar zijn in grote telescopen. Hun aantal wordt geschat op 2000 of meer, veel meer dan er bij de Melkweg zijn. Recente foto's tonen dat het stelsel een zeer uitgebreide halo heeft.
In 1912 heeft Vesto Slipher ontdekt dat M104 een grote roodverschuiving heeft. Hieruit werd berekend dat het stelsel van de Aarde weg beweegt met ongeveer 1000 km/s; een te grote snelheid voor een object binnen de Melkweg. Dit was een van de eerste duidelijke aanwijzingen dat de Sombreronevel geen nevel is – zoals toentertijd werd gedacht – en dat het universum uitdijt.